# Gabrielle de Rochechouart de Mortemart
Gabrielle de Rochechouart de Mortemart, Markisinnan de Thianges, född 1633, död 1693, var en fransk aristokrat. Hon var syster till Ludvig XIV:s mätress Madame de Montespan och känd vid hovet som ett underhållande kvickhuvud med stor charm. Rykten förekom om huruvida även hon skulle bli kungens mätress, men detta skedde aldrig, och det är okänt om de någonsin hade ett förhållande. 
Hon var dotter till Gabriel de Rochechouart, hertig av Mortemart och prins av Tonnay-Charente, och Diane de Grandseigne. Hon var gift med Claude Leonor Damas de Thianges, Markis de Thianges.